# 桂柳会战
23°36′N 108°18′E / 23.6°N 108.3°E
桂柳會戰亦被稱為桂柳戰役，是抗日戰爭中日本帝國陸軍與國民革命軍之間的陸上戰役。這場戰役是豫湘桂戰役、也被稱為一號作戰的第3部分。作為上述行動的一部分，這次進攻的主要目標是將日本佔領的領土連接起來，同時，摧毀在該地區的美國陸軍航空軍基地。
1944年8月日本在結束湖南省的衡陽攻防戰後，日本第6方面軍部隊分別自湖南衡陽、廣東西江、雷州半島3路發兵對廣西省的桂林及柳州發起進攻；防守在該地區的國民革命軍為抗日戰爭第四戰區部隊。在9月及10月的戰鬥逐漸擊破第4戰區所屬武力後，日軍自11月開始進攻桂林，而當時的桂林只有20,000名守軍防守。
中國政府知道桂林不可能繼續堅守，但出於國內政治原因而堅持防守，向被圍困地區運送食品和生活用品。大多數平民在數週之前已從桂林逃離，該市已被燒成焦土，桂林已被加強防禦，滿佈碉堡及鐵絲網，廣西部隊由白崇禧將軍指揮。約瑟夫·史迪威將軍，是白崇禧的好友，不斷運送美國軍火增援白的部隊力量，守軍在山丘邊挖掘戰壕。
相較起衡陽城下的長期僵持，桂林城則迅速淪陷，只經過10日的戰鬥日軍便成功佔領桂林，同日進據柳州。因為國軍迅速撤退，日軍於11月24日已控制了廣西約67%面積共75個縣的地區，215,000名平民在報復及交戰中喪生，傷亡人數更超過431,000人。

## 戰役經過
1944年8月，日军攻占湖南衡阳，以打通中國大陸交通線和破壞中國西南空軍基地為目的發動桂柳會戰:117。日軍完成一號作戰第二階段任務後，便開始為攻擊广西省桂林、柳州等地作準備。
1944年8月25日，日本成立第6方面軍，下轄第11軍、第23軍、第34軍、第27師團、第40師團、第64師團、第68師團。9月上旬，日軍新設第6方面軍司令部於武漢，以岡村寧次為司令官，下轄第11軍（軍長橫山勇）駐衡陽，第23軍駐廣州，第34軍駐漢口:117。第6方面軍編成之際，日本大本營考慮到第11軍在衡陽一役受創甚重，因此撥補了10萬補充兵到中國戰區，使甫經歷浴血激戰的華中方面部隊迅速恢復戰力。第11軍之第3、第13、第37、第40、第58等師團，約10萬餘人，集中於湘桂路沿線及其以南地區；第23軍於西江方面集結第104、第22師團及獨立第22旅團，約30,000餘人；在雷州半島方面集結獨立第23旅團，約4,000餘人；準備分進合擊態勢，向桂柳地區進攻:117。第11軍及戰車、重砲聯隊，共6个师又1个旅，于8月29日由衡阳沿铁路向湘桂边界推进；以第23軍2个师團又1个独立混成旅，于9月6日由广东清远等地沿西江向广西梧州进攻，另1个独立混成旅由广东遂溪向广西容县进攻。 
西江方面日軍，第22旅團至懷集，復經信都、趨梧州；三水日軍第104師團溯西江西進:117-118。9月10日，冈村宁次奉命指挥第11、第23军、第2飞行团(飞机约150架)和第2遣华舰队一部，共约160,000人，在南方軍一部配合下，以打通桂越(南)公路为目标，向桂林、柳州进攻。
中国第四战区司令长官张发奎指挥以第十六集團軍之第三十一军、第四十六軍，置重點於湘桂鐵路方面：以廣西省地方團隊防守桂南；由綦江調來之第九十三軍於全州布防；西江方面布置第三十五集團軍之國民革命軍第六十四軍、国民革命军第六十二军；第二十七集團軍之國民革命軍第七十九軍、第二十六、第二十、第三十七軍，陸續由湖南進入廣西:117。更加糟糕的是，第46军被抽调去参加解救衡阳的战斗，该军当时虽然已经回到广西，但急需休整恢复实力。第四戰區及第六戰區孫連仲第二十四軍、湯恩伯兵團，共9个军、2个桂绥纵队、空军一部(飞机217架)，共约200,000人，在黔桂湘边区总司令部的3个军支援下，以分区防御抗击日军。
防守全州縣的國民革命軍第九十三軍由於軍長陳牧農接到驻柳州的总指挥张发奎的命令。第93军奉命以一部占领黄沙河阵地，以主力死守全州。并要求第九十三军至少坚守全州三个月。为了避免出现粮弹不足的问题，给第九十三军准备了两月基数的粮弹，在必要时会进行空投补给。具体的部署上，张发奎要求第九十三军应该把主力放在全州东北三十里处的黄沙河。但是张发奎在9月8日前往全州视察时，发现第九十三军只派出了一个团布置在黄沙河，主力都在全州城内。陈军长以蒋介石在8月26日给陈牧农密电为凭：“该军以一部占领黄沙河阵地，以主力固守全州，确实掌握该要地，与铁路两侧友军配合，阻敌西进。”陈牧农当时听从了部下新编第8师和第10师两个师长马叔明、王声溢的意见，认为固守全州不仅仅是守卫全州城池，而是固守整个全州县境。日軍自全州北方的八十山關口衝入全州城境。湘桂鐵路方面日軍，第58師團於9月8日進出黃沙河，國軍第九十三軍放棄黃沙河、全州要地:117。陈牧农部并未死守全州城池，只做象征性地抵抗之后，9月13日棄守黃沙河到全州一帶防線，将部队撤出城郊三十多里外。全州战略地位相当重要，为国军西南补给基地，大量仓库堆积了枪支、弹药、大炮、机枪、衣服等，以及美军飞机的汽油、物资，还有杜聿明第5军坦克部队的补给物资、机器零件等都在全州。陈撤退之前还放了把大火，将全州烧了13个昼夜。9月14日凌晨1點，日军第13師团向第11軍軍部發電回報已佔領全州縣。张发奎得知陈牧农弃守全州的消息后非常震惊，要求严办陈牧农，9月14日立刻就向蒋介石报告：“陈军长未奉命令，擅自弃守全州，焚毁大批军用物资，应该予以严惩。”9月14日当天，蒋介石发给张发奎一封电报，要张发奎就地枪决陈牧农。
桂林

张长官。第九十三军军长陈牧农不奉命令擅自撤退放弃全州重要据点着即就地枪决以重法纪此令蒋中正九月十四日
1944年9月16日上午，第四战区长官部电令陈牧农去桂林开会，并派专车来接。9月18日张发奎指示桂林城防司令韦云淞以擅离职守，临阵脱逃罪在桂林火车站枪决陈牧农（一说陈牧农被冤杀，系张发奎所害）。蒋介石先是命由第九十三军副军长符昭骞代理行使军长职权，不久又派甘丽初接任第九十三军军长。甘丽初组织收拢溃散的部队在大溶江附近占领阵地，对沿湘桂路进犯的日军的先头部队曾给予一度抵抗。日军受到这意外的抵抗，迟滞了几天，重新搜索部署。9月下旬，日军由兴安出高尚田，迂回至第九十三军的右翼，九十三军被迫向西南方向撤退，到桂林以南的苏桥并沿湘桂路逐次抵抗，后向永福、矮岭、黄冕撤退，日军开始包围桂林城
日军第11軍随后调整部署，准备攻击桂林。雷州半島日軍第23旅團於9月22日抵容縣:118。9月22日，日军第23军陷梧州，至10月11日相继攻占平南、丹竹和桂平、蒙圩。
西江方面，日軍於9月28日攻陷丹竹機場，10月11日占領南平、桂平:118。國軍於10月21日開始反攻，經8畫夜激戰，將桂平外圍據點蒙圩、馬嶺等地先後克復:118。
湘桂路方面日軍第11軍之5個師團，於10月下旬齊頭並進，突破桂林外圍陣地，進出桂林東郊與平樂、陽朔附近:118。雖然日軍在廣西的攻勢銳不可擋，但太平洋上的戰況卻讓大本營對作戰本身目的產生懷疑；日本在塞班島戰役的失敗，已經讓B-29轟炸機在太平洋上得到對日本本土攻擊的必要基地，破壞中國境內的機場已無法保障日本本土的安全。察覺到這點的作戰策畫者服部卓四郎因此希望前線停止攻勢，但岡村的意見卻反對攻勢叫停，並無視大本營命令加緊攻勢；雙方的摩擦最後決定以10月份是否可讓攻勢達到興安縣為目標，如果可行攻勢及繼續進行，因此日軍在10月份後攻勢以集中佔領桂林為重點。
國民革命軍方面並沒有查覺到日軍內部的政治問題，第四戰區觀察到全州地区日军尚无行动，遂调整部署，将所部编组为桂林、荔浦、西江3个方面军，南宁、靖西2个指挥所，由國民革命軍第三十一軍（軍長賀維珍中將，桂系將領）2萬兵力固守桂林，集中一部兵力先击破西江方面之敌。擔任桂林防守國軍為第三十一軍第131師、第四十六軍第170師:118。10月21日，第六十四军配属桂绥第一纵队向进占桂平、蒙圩之日军独立混成第23旅实施反击；另以第135师等部向平南、丹竹攻击，策应反击。战至10月28日，日军第23军主力逼近武宣，中国军队遂停止反击退守武宣。於10月29日，日軍對桂林城郊全面實行威力搜索，11月1日發起攻擊，歷時10天，11月11日桂林陷落:118。
与此同时，日军第11军突破桂林、荔浦方面军的防御阵地，主力于11月4日进抵桂林城郊；一部向柳州进攻。11月7日第四战区将3个方面军编组为左、中、右兵团，集中兵力保卫桂、柳。11月9日，日军第40師團、第58師團、第37師團和第34師團一部，向桂林城发起总攻。同日，日军第23军第104師團、第11军第3師團及第13師團突破中央兵团的防御阵地，攻向柳州。11月11日，桂林城守軍開始撤守，桂林陷落；守軍除第十六集團軍副司令兼桂林城上將防衛司令官韋雲淞、三十一軍軍長賀維珍率少數殘部逃出外，大量高級軍官命喪桂林，170師副师长胡厚基、131師第392团团长吴展等2,400位官兵在撤退中戰死。131師少將師長闞維雍、防守司令部參謀長陈济桓、第三十一軍參謀長吕旃蒙均戰死:118。
據11軍戰後收拾戰場，桂林攻城一役中，國民革命軍陣亡5,665人、俘虜13,151人；繳獲各式口徑火炮156门、重机枪110挺、轻机枪359挺、步枪2,737枝。 
桂林失守後，國民革命軍第二十七軍在11月7日接到戰區命令，改由中央兵团固守柳州，二十七軍以急行軍在同天夜裡抵達指定防衛地點設置防線；國民革命軍第三十七軍被命令在象縣北方掩护主力向柳州撤退，令第一八八师在柳州以北、以东的长塘、东泉各附近掩护柳州侧背安全，令第二十六军防守柳州，令第二十军控置于柳州西车站附近待机。
柳州方面，日軍第13師團於11月4日突破桂柳間之永福陣地後，出中渡趨柳城，11月6日起，向遷江經柳州至柳地全線展開激戰，11月9日柳城被日軍占領:118。第二十六军以第四十一师守备柳州东面和北面，第四十四师守备西面和南面。
11月8日，日军第13师团及第3师团分别进至柳州以北6公里处和柳江东岸，第23军的第104师团先头第161联队进至柳州南约18公里的四方塘（第22师团仍在贵县北龙山地区）。杨森急令第二十军的第134师在柳州西岸担任河防，并以一部占领鹅山，以加强防守力量。11月9日，日军第13师团、第3师团分由柳州以北、以东和东南发动总攻。当日中午，日军第3师团的第34联队由三门江附近强渡柳江，进至西岸；第13师团先头第104联队攻入柳州北部；第104师团先头第161联队第3大队亦进至柳州机场南侧。
日軍第三、第十三師團對柳州進攻，國軍第二十六軍於11月10日撤退出柳州:118。11月10日凌晨，日军第3师团第34联队与第104师团第161联队第3大队攻占柳州飞机场。美國陸軍航空軍支援戰機30架及桂林機場遭日軍擊毀。坚守柳州城区的第二十六军伤亡过半。11月12日國軍重新部署：第三十五集團軍防守北泗、大塘之線；第十六集團軍防守理苗、洛東之線；第二十七集團軍向龍江河轉移:118。
日軍攻占柳州後，攻占柳州3個師團隨即西進陷忻城，進宜山，越懷遠、占金城江，踏河池，逼南丹:118。在桂林與柳州獲得決定性勝利後，岡村寧次下令第23軍所轄之第22師沿柳邕公路朝南寧發動攻勢。廣西南面日軍混成第二十三旅團由來賓經黎塘於11月24日占領南寧；在越南日軍於11月28日越過國境占領寧明、龍州:118-119。11月23日占領河池日軍第3、第13師團，於11月25日大舉進攻大廠、東河國軍陣地，11月28日陷南丹進入貴州，旋即下三都、荔波、八寨、獨山，進逼都勻:119。隨後該部隊繼續朝西南的法屬印度支那移動，日军南方軍第21軍一部（一宮支隊）在11月28日从越南突入中国，向广西绥渌(今属扶绥)进攻，兩支日軍在12月10日於绥渌會師，象徵「大陸打通」戰略的成功。這時中國軍事當局緊急組織抗擊兵團，成立黔、桂、湘邊區總司令部，以湯恩伯為總司令，下轄第九十四、第八十七、第二十九、第九十八、第九、第十三、第五十七、第九十七各軍，其第九十七軍在南丹、大廠、東河之線布防阻敵:118。
這樣，東亞至南亞陸上交通線被日軍打通:119。除了西南方的打通交通線戰略，尚有一批部隊自沿黔桂铁路，朝柳州西北方攻擊。12月3日日军在獨山接到撤退命令，至12月14日全部撤回广西布防:119。會戰結束:119。

## 評價
桂林及柳州失陷後，大多數國民革命軍部隊失去了士氣并不戰而退，在裝備和兵力上造成巨大損失。此外，儘管美國陸軍航空軍和國民革命軍空軍飛機擁有巨大的空中優勢，中國卻未能有效地利用這些優勢，在短短幾天的戰鬥中戰敗，導致整個抗日戰爭中最具破壞性的損失。 
然而，儘管日軍摧毀了這一地區的空軍基地，美國陸軍航空軍仍然可以從其他基地空襲日本的主要島嶼。雖然日本完成了一號作戰的部分目標，但日軍卻需要防守更多的地區，這大大削弱了他們的防線並給予中國軍隊有利的形勢，國民革命軍隨後發起反攻。在此戰役日軍付出了極為慘重的代價，根據日軍作戰主任參謀在44年12月的觀察，日軍第一線參戰師團戰力都下降到只相當於1個步兵聯隊的程度（這還是屢經補充且輕傷者經短暫治療後返回崗位後的狀況），在一號作戰發動前日軍就準備了17萬名補充人員，但日軍各參戰師團仍然缺額極大，足見整場一號作戰（包括豫中會戰、長衡會戰、桂柳會戰在內）給予日軍極為驚人的消耗（因陣亡、傷重後送、病死、病重後送造成的需補充減員缺額應不下於20萬，經短暫治療返回崗位繼續作戰的輕傷者與輕病者不考慮在內），然而付出慘痛消耗而取得的大片土地在隔年國軍發動的反攻當中被國軍收復，可謂得不償失。